# Glaphyrus reymondi
Glaphyrus reymondi es una especie de coleóptero de la familia Glaphyridae.

## Distribución geográfica
Habita en Marruecos.